# Райгородок (Черниговская область)
Ра́йгородок (укр. Райгородок) — село в Коропском районе Черниговской области Украины. Население — 375 человек. Занимает площадь 3,993 км². Расположен православный храм и памятник архитектуры национального значения Преображенская церковь.
Код КОАТУУ: 7422287801. Почтовый индекс: 16232. Телефонный код: +380 4656.

## Власть
Орган местного самоуправления — Райгородокский сельский совет. Почтовый адрес: 16232, Черниговская обл., Коропский р-н, с. Райгородок, ул. Административная, 11.